# Вальверде, Луиса
Луиса Элизабет Вальверде Мелендрес (исп. Luisa Elizabeth Valverde Melendres; 4 июля 1991, Бабаойо, Эквадор) — эквадорская женщина-борец вольного стиля, чемпионка и призёр Панамериканского чемпионата, а также Южноамериканские игры и чемпионатов Южной Америки, участница Олимпийских игр в Токио.

## Карьера
В мае 2017 года на Панамериканском чемпионате, проходившем в бразильском городе Лауру-ди-Фрейтас, она завоевала бронзовую медаль. В марте 2020 года в Оттаве она участвовала в Панамериканской отборочном турнире на Олимпийские игры в Токио, однако квалификацию не прошла. В мае 2021 года в Софии на мировом отборочном турнире она также не прошла квалификацию.
В мае 2021 года она завоевала серебряную медаль в весовой категории до 53 кг на Панамериканском чемпионате, который проходил в Гватемале. Месяц спустя она смогла получить право представлять Эквадор на летних Олимпийских играх 2020 года после того, как квалифицированный борец Пак Ёнми из Северной Кореи не приняла участие в играх, так как из-за COVID-19 Северная Корея приняла решение полностью отказаться от участия в летних Олимпийских играх 2020 года. Она участвовала в соревнованиях среди женщин до 53 кг. В августе 2021 года своем первом матче на Олимпиаде на стадии 1/8 финала она выиграла у Марии Преволараки из Греции, а в следующем матче в 1/4 финала уступила Бат-Очирын Болортуяа из Монголии. Через два месяца после Олимпийских игр в октябре 2021 года она проиграла свой матч за бронзовую медаль польке Катаржине Кравчик в весовой категории до 53 кг на чемпионате мира, который проходил в Осло.

## Достижения
- Чемпионат Южной Америки по борьбе 2009 — ;
- Южноамериканские игры 2010 — ;
- Панамериканский чемпионат по борьбе 2011 — ;
- Панамериканский чемпионат по борьбе 2014 — ;
- Панамериканский чемпионат по борьбе 2015 — ;
- Чемпионат Южной Америки по борьбе 2015 — ;
- Панамериканский чемпионат по борьбе 2016 — ;
- Панамериканский чемпионат по борьбе 2017 — ;
- Панамериканский чемпионат по борьбе 2018 — ;
- Южноамериканские игры 2018 — ;
- Панамериканский чемпионат по борьбе 2019 — ;
- Панамериканский чемпионат по борьбе 2020 — ;
- Панамериканский чемпионат по борьбе 2021 — ;
- Олимпийские игры 2020 — 8;
- Чемпионат мира по борьбе 2021 — 5
- Панамериканский чемпионат по борьбе 2022 — ;
- Панамериканский чемпионат по борьбе 2023 — ;
- Панамериканский чемпионат по борьбе 2024 — ;